# (5609) Stroncone
(5609) Stroncone ist ein Asteroid des Hauptgürtels, der am 22. März 1993 vom italienischen Amateurastronomen Antonio Vagnozzi am Santa Lucia Stroncone-Observatorium (IAU-Code 589) entdeckt wurde.
Der Himmelskörper wurde nach dem Ort seiner Entdeckung benannt.